# Vantage
Vantage és una concentració de població designada pel cens dels Estats Units a l'estat de Washington. Segons el cens del 2000 tenia 70 habitants.

## Demografia
Segons el cens del 2000, Vantage tenia 70 habitants, 25 habitatges, i 20 famílies. La densitat de població era de 84,5 habitants per km².
Dels 25 habitatges en un 28% hi vivien nens de menys de 18 anys, en un 68% hi vivien parelles casades, en un 4% dones solteres, i en un 20% no eren unitats familiars. En el 20% dels habitatges hi vivien persones soles el 20% de les quals corresponia a persones de 65 anys o més que vivien soles. El nombre mitjà de persones vivint en cada habitatge era de 2,8 i el nombre mitjà de persones que vivien en cada família era de 3,25.
Per edats la població es repartia de la següent manera: un 24,3% tenia menys de 18 anys, un 15,7% entre 18 i 24, un 21,4% entre 25 i 44, un 32,9% de 45 a 60 i un 5,7% 65 anys o més.
L'edat mediana era de 36 anys. Per cada 100 dones de 18 o més anys hi havia 103,8 homes.
La renda mediana per habitatge era de 26.250 $ i la renda mediana per família de 43.750 $. Els homes tenien una renda mediana de 26.250 $ mentre que les dones 0 $. La renda per capita de la població era de 17.605 $. Cap de les famílies estaven per davall del llindar de pobresa.

## Poblacions més properes
El següent diagrama mostra les poblacions més properes.